# Tbeti
Tbeti (en georgiano: ტბეთი) o Tbet (en osetio: Тбет; en ruso: Тбет) fue una aldea que pertenece a la parcialmente reconocida República de Osetia del Sur, parte del distrito de Dzau, aunque de iure pertenece al municipio de Sachjere de la región de Imericia de Georgia.

## Geografía
Tbeti se encuentra a orillas del río Kvirili, a 30 km de Sachjere.

## Historia
La composición étnica siempre ha sido mixta: osetios y georgianos. La peculiaridad del pueblo está en su estructura: los edificios y las tierras de cultivo del pueblo se "extienden" a lo largo del río durante unos dos kilómetros.
Durante la guerra ruso-georgiana de 2008, el pueblo fue ocupado por tropas rusas.

## Demografía
La evolución demográfica de Tbeti entre 1970 y 2015 fue la siguiente:
| 72                                                       | 55 | 58 | 11 | 0 |
| (Fuente: Population of South Ossetia since Soviet times) |    |    |    |   |

Según el censo soviético de 1970, la mayoría de la población eran georgianos; en el de 1989, el 74% de la población eran georgianos y el 25%, osetios.